# 贾巴·约谢利阿尼
贾巴·康斯坦丁诺维奇·约谢利阿尼（1926年7月10日生于哈舒里-2003年3月4日逝于格鲁吉亚第比利斯）是格鲁吉亚政治人物、银行抢劫犯和准军事组织“姆赫德里奥尼”的领袖。

## 早年生活
约谢利阿尼曾在列宁格勒国立大学学习东方学，却没有毕业。1948年，他因抢劫银行，在列宁格勒被捕，并被判有期徒刑17年。1965年出狱后，他又被判处谋杀罪。
回到格鲁吉亚后，他就读于格鲁吉亚剧场艺术学院，毕业后上任格鲁吉亚剧场艺术文学与历史大学教授。这段时期中，他创作了一些流行作品，又融入了格鲁吉亚的文化生活。后来，他还认识了格鲁吉亚共产党领袖爱德华·谢瓦尔德纳泽。

## 组建“姆赫德里奥尼”
1989年4月9日悲剧之后，约谢利阿尼聚集一帮罪犯，建立起全副武装的准军事自卫组织“姆赫德里奥尼”（意为骑士）。.组织的第一场行动是去击败威胁要独立的奥赛梯人，为此，约谢利阿尼曾试图控制阿布哈兹和南奥赛梯的大片地区。
1991年2月，“姆赫德里奥尼”与时任格鲁吉亚总统兹维亚德·加姆萨胡尔季阿产生冲突，导致其被加姆萨胡尔季阿取缔，约谢利阿尼本人也同数百名组织成员一起被关进了监狱。作为抗议，约谢利阿尼绝食了四十天。后来，约谢利阿尼指控加姆萨胡尔季阿试图控制国家媒体并压制他的对手。

## 政变
1991年12月，约谢利阿尼越狱并加入到格鲁吉亚国民警卫队的叛变分子中。次年1月，他们发起一场武装政变，推翻了加姆萨胡尔季阿总统。此后，约谢利阿尼等三人组成“军事委员会”统治格鲁吉亚，直到1992年3月。之后被指命为领导人的爱德华·谢瓦尔德纳泽因国家安全部队过于弱小，只得依靠于“姆赫德里奥尼”组织。他因此授权约谢利阿尼和“姆赫德里奥尼”携带武器，使得约谢利阿尼成为了政府要员。约谢利阿尼享有着巨大的权力：他的办公室在格鲁吉亚议会里，谢瓦尔德纳泽办公室的上方，他本人也常常被追随他的武装分子包围。“姆赫德里奥尼”则成为了被编入格鲁吉亚军队体制的“救援部队”。

## 阿布哈兹战争和镇压
约谢利阿尼在1992年至1993年的阿布哈兹战争中起到了重要的作用，最终却遭阿布哈兹击败，没能阻止其独立。然而，他仍在1993年9月正式成为政府官员，并获得了宣布紧急状态的权力。此后，他开始将自己的权力发挥到极致，令格鲁吉亚受到国际人权组织的批评。他迫害前总统加姆萨胡尔季阿的支持者，甚至被指控在亲加姆萨胡尔季阿的萨梅格列罗地区实行法外处决。此外，还有个流行甚广的指控称，约谢利阿尼和他的支持者曾系统地向他们控制的地区的企业和个人“征税”。

## 暗杀谢瓦尔德纳泽未遂
1995年初，谢瓦尔德纳泽下令解除约谢利阿尼民兵的武装。1995年8月29日，谢瓦尔德纳泽险些死于爆炸，而本次袭击被认为是约谢利阿尼等人组成的“黑帮武装”所为。三年后的11月，约谢利阿尼被拘留，然后在监狱里候审了三年。他被指控抢劫、恐怖主义和策划阴谋暗杀谢瓦尔德纳泽，以及谋杀国家民主党党魁格奥尔基·昌图里亚、国家基金会主席索利科·哈贝什维利、公路警察局长格奥尔基·古卢阿等人，并被判处11年有期徒刑。但是，他否认了这些指控，后来在2000年4月的大赦中获释。

## 逝世
获释后，约谢利阿尼计划参加选举，却在2003年2月26日心脏病发作，一周后逝世于第比利斯的医院，享年76岁。他的尸体安葬在第比利斯的季杜别先贤祠中。
2001年，约谢利阿尼在莫斯科出版了自己的俄语作品《三种维度》（俄语：Три измерения）。他在这本书中说，自己的一生离不开三种维度：“犯罪”、“教育”和“政治”。